# Козлов, Алексей Александрович (хоккеист)
Алексей Александрович Козлов (род. 21 января 1968) — советский и российский хоккеист, защитник.

## Биография
Воспитанник ЦСКА. В сезоне 1986/87 перешёл в «Спартак», в составе которого был заявлен на матчи Кубка СССР. В следующем году провёл 19 матчей в чемпионате СССР. Затем выступал в командах низших лиг — московских клубах ШВСМ-МЦОП (1988/89), «Аргус» (1990/91), «Алиса» (1991/92), «Спарта» (1996/97), МГУ (1997/98), «Ривьера» (2000—2001), в подмосковных командах «Кристалл» Электросталь (1992/93 — 1993/94), «Витязь» Подольск (1998/99).
Победитель хоккейного турнира зимней Универсиады 1993.